# Buitenzintuiglijke waarneming
Buitenzintuiglijke waarneming (Engels: extrasensory perception, afgekort ESP) of paragnosie is waarneming die onafhankelijk is van de bekende zintuiglijke processen; soms wordt een zesde zintuig verondersteld. Tot de veronderstelde buitenzintuiglijke waarnemingen behoren telepathie, helderziendheid, proscopie en helderhorendheid. Hoewel er geen bewijs is voor het bestaan van ESP, worden mensen die beweren over zulke vermogens te beschikken soms gebruikt door onderzoeksteams bij het zoeken naar vermiste personen of zaken.
Het fenomeen is uitgebreid onderzocht in de parapsychologie, onder andere door proeven met Zenerkaarten van onder anderen J.B. Rhine van Duke University. Daarbij kozen de proefpersonen iets vaker de correcte afbeelding dan men op grond van kans zou verwachten. Rhine schreef dit toe aan buitenzintuiglijke waarnemingen, maar hij behaalde slechts een statistisch significant resultaat van enkele procenten. Critici, waaronder Susan Blackmore, wijzen er op dat deze onderzoeken slecht waren opgezet en dat er alledaagse verklaringen voor de waargenomen afwijking te geven zijn.
Blackmore was getuige van dergelijke experimenten en constateerde dat proefpersonen eerst mochten oefenen. Bovendien werden de eerste resultaten niet meegeteld, waarbij de onderzoeker bepaalde vanaf welk moment ze wel meetelden. Voorts, als een proefpersoon een slechte serie maakte, dan werd dat geweten aan vermoeidheid. De proefpersoon mocht zich dan gaan opfrissen en de reeks werd als ongeldig beschouwd.
Ook speelt publicatiebias een rol, het feit dat wetenschappelijke tijdschriften liever berichten over positieve resultaten dan over proeven die geen of negatieve resultaten opleverden. In een lijst van onderzoeksresultaten komen dus verhoudingsgewijs te veel positieve resultaten voor, iets wat overigens in alle onderzoeksgebieden geldt.